# Anacropora spumosa
Anacropora spumosa är en korallart som beskrevs av Veron, Turak och DeVantier 2002. Anacropora spumosa ingår i släktet Anacropora och familjen Acroporidae. IUCN kategoriserar arten globalt som otillräckligt studerad.
Artens utbredningsområde är Röda havet. Inga underarter finns listade i Catalogue of Life.